# Самостална демократска странка Србије
Самостална демократска странка Србије (скраћено Самостални ДСС) је бивша политичка странка у Србији. На ванредним парламентарним изборима 2016. године, наступила је на листи Александар Вучић — Србија побеђује и добила је једно посланичко место.
Самостални ДСС је створен издвајањем из Демократске странке Србије 2015. године. Председник странке Андреја Младеновић је био дугогодишњи портпарол ДСС-а и шеф посланичког клуба странке за скупштину града Београда након Београдских избора 2014.

## Историја
На изборима за одборнике скупштине града Београда 2014. ДСС је освојила 9 од 110 одборничких места, а Андреја Младеновић је био шеф посланичког клуба странке у скупштини града Београда. Коалиција око СНС је освојила 63 од 110 места, што је била апсолутна већина, и након избора је новоизабрани градоначелник Синиша Мали именовао Младеновића као заменика градоначелника. Младеновићево именовање је потврђено гласањем у скупштини.
У јулу 2015. председница ДСС Санда Рашковић Ивић искључује Младеновића из странке, уз разлог да он и још неки чланови посланичког клуба  скупштини града Београда покушавају да ДСС претворе у сателит СНС-а. Седам ДСС-ових одборника који нису подржали Младеновићево искључење из странке су основали нову одборничку групу под називом "Самостални ДСС", са Андрејом Младеновићем као вођом. Група се у почетку идентификовала као фракција унутар ДСС-а, и рекли су да ће радити на обнови странке. Касније је та група прерасла у странку, а Младеновић је и формално изабран као председник странке на оснивачкој конвенцији у октобру 2015. Након тога су основани локални одбори у неколико општина, а имали су и одборнике у неким локалним градским скупштинама.
Младеновић је почетком 2016. намеравао да успостави савез између Самосталног ДСС-а и СНС-а. Био је на десетом месту на изборној листи за ванредне парламентарне изборе 2016. и постао је народни посланик када је коалиција око СНС освојила 131 од 250 мандата. Због тога што је истовремено био и заменик градоначелника Београда и народни посланик, 3. октобра 2016. је поднео оставку на место народног посланика. По изборном закону, у случају оставке народног посланика, на његово место долази следећи кандидат са изборне листе странке одлазећег посланика, а у случају да нема таквог кандидата, онда се гледа целокупна изборна листа, па је тако на његово посланичко место дошао Младен Лукић из Напредне странке, с обзиром да Самостални ДСС није предложио ниједног кандидата сем Андреје Младеновића.
На изборима за одборнике Скупштине града Београда 2018. је Младеновић поново изабран на место одборника уз подршку СНС-а.
Странка престаје са постојањем 2019. године, када се уједињује са Покретом за развој Србије и формира нову странку под називом Самостална српска странка на челу са Андрејом Младеновићем.